# 岡山陣屋
岡山陣屋（おかやまじんや）は、三河国幡豆郡横須賀村岡山（現・愛知県西尾市吉良町）にあった日本の陣屋。別名を椿陣屋（つばきじんや）・吉良陣屋（きらじんや）など。高家吉良家の陣屋であった。

## 歴史
天正年間に吉良義定が居館を築いたのが始まりとされる。 
義定の母は松平広忠（徳川家康の父）の妹であり、家康にとっては従兄弟にあたる。その嫡男・義弥は1600年（慶長5年）に関ヶ原の戦いで東軍に属し領地を安堵されており、その跡は義冬が継ぎ、義冬の嫡男が吉良義央である。 

## 遺構
- 郭跡
- 陣屋表門

### 建造物
- 「史跡 岡山陣屋跡」石碑
- 吉良義央公の馬上銅像
  - 陣屋跡から西に複数の神社仏閣があり、史跡めぐりができるように案内板が立つ[2]。

### 近隣寺社・公共施設など
- 華蔵寺 - 吉良家の菩提寺。
- 花岳寺 - 東条吉良家の菩提寺。
- 黄金堤
- 瀬門神社
- 国宝　金蓮寺弥陀堂 - 三河国最古の木造建造物
- 吉良図書館 - 「後柏原天皇宸翰御消息」写しなど吉良家資料。奥に「旧糟谷邸　尾崎士郎記念館」が併設。

### 県外の関連史跡
- 法華寺 - 本堂奥に吉良義周の墓と自然石による石塔。長野県諏訪市。
- 諏訪大社 - 参道入口に鳥居と「吉良義周公墓所」追悼碑、上社本宮に義周の墓。同じく諏訪市。

## 支城
- 姫山陣屋
- 藤岡陣屋（上野国）
- 東条城

## 交通
- 名古屋鉄道（名鉄）西尾線 上横須賀駅から徒歩20分